# Daria Blashko
Daria Serhiívna Blashko –en ucraniano, Дар'я Сергіївна Блашко– (Navapólatsk, Bielorrusia, 28 de enero de 1996) es una deportista ucraniana que compite en biatlón. Ganó una medalla de bronce en el Campeonato Mundial de Biatlón de 2021, en la prueba por relevos.

## Palmarés internacional
| Campeonato Mundial | Campeonato Mundial   | Campeonato Mundial | Campeonato Mundial |
| Año                | Lugar                | Medalla            | Prueba             |
| ------------------ | -------------------- | ------------------ | ------------------ |
| 2021               | Pokljuka (Eslovenia) | Medalla de bronce  | Relevo             |